# اختر (کنگان)
اختر نام روستای کوچکی از توابع دهستان طاهری در بخش مرکزی شهرستان کنگان شهرستان کنگان استان بوشهر واقع در جنوب ایران است.
این روستا در ۶ کیلومتری شمال شرقی عوینات، در ارتفاع ۲ متر از سطح دریا و در ۴۰۰ متری کرانهٔ دریا واقع شده‌است، ساحل این روستا بسیار زیبا و بکر می‌باشد. در حال حاضر کل خانه‌های این روستا توسط (منطقه ویژه اقتصادی پارس جنوبی)در سال ٨٨ از اهالی منطقه خریداری و تخریب شده و در حال ساخت هتلی بسیار زیبا و مجلل می‌باشد. رضا طاهری در کتاب از مروارید تا نفت (تاریخ خلیج فارس) می‌نویسد: وجه تسمیه اختر نیز مشتق شده از کلمه اختر به معنای ستاره می‌باشد. با این‌همه ذکر شده است در زمان حمله شیخ جباره اول و تصاحب سیراف، با توجه به توافق‌های قبلی، آل بوسفر از بساتین به اختر نقل مکان کرده و نام آن را اختر گذاشتند. وجه تسمیه آن به دلیل مرقد و مدفن پیر اختیار فرزند موسی بن جعفر (ع) می‌باشد. اختر در سده قبل پیشرفت و توسعه عمرانی خوبی را دارا بود و مردم محلی، منطقه اختر را کویت کوچک می‌دانستند. رضا طاهری اختر را از آبادی‌های قدیم کنگان می‌داند؛ و می‌نویسد: بخشی از این آبادی قدیمی با داشتن جغرافیای مناسب زندگی دوران غارنشینی، به آن دوران تعلق دارد. در این‌راستا تحقیق‌های مناسب باستان‌شناسی صورت نپذیرفته و گمان این نگارنده بر این است که با توجه به جغرافیای خاص اختر، به‌خصوص کوهپایه‌ها و تپه‌ها، چشمهٔ آب در کوهپایه‌ها و تپه‌های زندگی اولیه فینیقی‌ها و گوشه ای از تمدن ماقبل ایلام و ایلامی‌ها به این منطقه مربوط باشد، قبل از آن که زندگی در کنگان و ماندستان قدیم و دوره تمدن سیراف آغاز شده باشد. ارتفاع‌های اختر از جغرافیای دست نخورده و بکر تمدن‌های پیشین است و در تمدن سیراف، اختر نیز آبادی پررونقی بوده است.
طبق آمار رسمی ۱۳۹۰ جمعیت آن ۱۶۵۸ نفر (۱۶۳۸ مرد - ۲۰ زن) با ۵۷ خانوار بوده است. و بعلت تخلیه روستا بدلیل توسعه پارس جنوبی پس از آن در سرشماری رسمی احتساب نشده است.